# Wielichowo Odbudowanie-Las
Wielichowo Odbudowanie-Las – dawna część wsi Wielichowo-Wieś (do 2002 osada) w Polsce położona w województwie wielkopolskim, w powiecie grodziskim, w gminie Wielichowo. 1 stycznia 2003 ówczesna osada Wielichowo Odbudowanie-Las stała się częścią wsi Wielichowo-Wieś, a 31 grudnia 2007 nazwa miejscowości została zniesiona.
Miejscowość była odnotowywana również pod nazwami Wielichowo-Odbudowa-Las i Wielichowo Odbudowane Las.